# 1995 en littérature
| Années de la littérature : 1992 - 1993 - 1994 - 1995 - 1996 - 1997 - 1998    |
| Décennies de la littérature : 1960 - 1970 - 1980 - 1990 - 2000 - 2010 - 2020 |

Cet article présente les faits marquants de l'année 1995 en littérature.

## Événements
- 30 mars : Inauguration de la Bibliothèque nationale de France.
- Fin avril : Un professeur émérite de littérature d'Aix-la Chapelle, Hans Schwerte, admet publiquement qu'il est un ancien officier SS et qu'il a effectué toute sa carrière et publié tous ses livres sous une fausse identité.
- Le grand roman classique de la littérature britannique Les Hauts de Hurlevent d'Emily Brontë est revisité en français par la romancière guadeloupéenne Maryse Condé dans La Migration des cœurs, publié chez Robert Laffont.
- La poète canadienne d'expression française Denise Desautels est élue à l'Académie des lettres du Québec.

## Parutions

### Bandes dessinées
Voir :  Album de BD sorti en 1995
1. Baru : L'Autoroute du soleil (2 tomes), éd. Casterman.

### Biographies
1. Hélie Denoix de Saint Marc et Laurent Beccaria, Les champs de braise. Mémoires, éd. Perrin. Prix Fémina.

### Essais
1. Barbara Cassin, L'effet sophistique.
2. Olivier Christin : Les Réformes : Luther, Calvin et les protestants, coll. « Découvertes Gallimard » (no 237), éd. Gallimard.
3. F. K. Fisher, Biographie sentimentale de l'huître, éd. Anatolia, 225 pages.
4. Françoise Giroud (journaliste), Cœur de tigre, éd. Fayard - Plon, 225 pages. Georges Clemenceau.
5. Bernard-Henri Lévy (philosophe), Questions de principe V, Blocs-notes.
6. George Orwell, Essais, Articles, Lettres. Volume I (1920-1940), traduit par Anne Krief, Michel Pétris et Jaime Semprun, Éditions Ivrea en coédition avec les Éditions de l'Encyclopédie des Nuisances.
7. Jeremy Rifkin (économiste américain), La Fin du travail (End of Work). Influence de la technologie dans le futur du travail.

#### Histoire
1. Olivier Devillers, traduction et commentaires de l’« Histoire des Goths » de Jordanès, Les Belles Lettres.
2. François Furet, Le Passé d'une illusion, Calmann Lévy et Robert Laffont.
3. Claire Lalouette, Thèbes ou la naissance d'un empire, éd. Flammarion,  (ISBN 978-2-08-081328-2).
4. Claude Nicolet, L'idée républicaine en France, 1789-1924, éd. Gallimard, 528 pages.

#### Politique
- Jean-Claude Chesnais, Le crépuscule de l'Occident, éd. Robert Laffont
- Dalaï-Lama (religieux tibétain), Terre des Dieux, malheur des hommes, propos recueillis par Gilles Van Grasdorff, éd. Jean-Claude Lattès.
- Laurent Fabius, Les Blessures de la vérité, éd. Flammarion (prix du livre politique en 1996)
- Roland Gaucher, Les Nationalistes en France (tome I :la traversée du désert 1945-1983), éd. Roland Gaucher éditeur.
- Predrag Matvejevitch (historien croate), La Méditerranée au seuil du nouveau millénaire, éd. Payot.
- Michel Rocard avec Aline Archimbaud et Félix Damette, La Nation, l’Europe, le monde.

### Poésie
- Jacques Chocheyras : Approche de Rimbaud, éd. Ellug.
- Matilde Camus, poète espagnole publie Vuelo de la mente ("Vol du sprit").
- Claude Esteban, Quelqu'un commence à parler dans une chambre, Flammarion
- Michel Falempin, L'Apparence de la vie, Éditions Ivrea.

### Publications
- Laurence Boccolini, Je n'ai rien contre vous personnellement, éd. Albin Michel,  (ISBN 978-2-226-07740-0).
- Rodolphe Gombergh (radiologue et artiste), Premier domicile connu. Ce livre d'images de bébé dans le ventre de leur mère va attiser l'intérêt des artistes pour les ultrasons et la 3D.
- Jean-Marie Pelt, Dieu de l’univers, science et foi, éd. Fayard.

### Romans
Tous les romans parus en 1995

#### Auteurs francophones
- Élisabeth Charmot : Ce que dit la légende (deuxième roman). Sur le thème du merveilleux.
- Olivier Charneux, La grande vie, éd. Stock.
- Maryse Condé, La Migration des cœurs, réécriture des Hauts de Hurlevent d'Emily Brontë.
- Jean Echenoz : Les Grandes Blondes. Recherche d'une ancienne chanteuse disparue.
- Joseph Joffo, Je reviendrais à Göttingen, éd. Jean-Claude Lattès.
- Joseph Joffo, Un enfant trop curieux, éd. Ramsay.
- Marc-Édouard Nabe, Lucette, Gallimard, coll. Blanche,  347 p.

#### Auteurs traduits
- Alessandro Baricco (italien), Châteaux de la colère (trad. de Castelli di rabbia, 1991)
- Kem Nunn (Américain) : Surf City, éd. Gallimard.
- Tim Willocks, L'Odeur de la haine, traduit par Pierre Grandjouan, éd. Sonatine. Dans l'enfer d'un pénitencier texan.
- Don Winslow (américain), Cirque à Piccadilly, éd. Gallimard.

#### Livres pour la jeunesse
- Agnès Desarthe (avec Willi Glasauer), L'expédition.
- Daniel Picouly, Le Champ de personne, éd. Flammarion.

#### Nouvelles
- Alain Spiess (1940-2008) : Installation, éd. Gallimard, coll. L'Arpenteur, 120 pages, septembre.

### Théâtre
- Yasmina Reza, L'Homme du hasard

## Naissances
- 25 janvier : Carmen Bramly, romancière française.

## Décès
- 27 janvier : Jean Tardieu, écrivain français (° 1er novembre 1903)
- 4 février : Patricia Highsmith, écrivain américaine (° 19 janvier 1921)
- 8 février : Ole Torvalds, poète finlandais suédophone (° 4 août 1916)
- 14 juin : Roger Zelazny, auteur américain de roman fantastiques et de science-fiction, mort à 58 ans.
- 20 juillet : Pierre Barbet, écrivain français (° 16 mai 1925)
- 2 août : Youri Koval, écrivain soviétique (° 9 février 1938)
- 3 août : Edward Whittemore, écrivain américain de science-fiction, mort à 62 ans.
- 20 août : Hugo Pratt, auteur italien de bandes dessinées (° 15 juin 1927)
- 30 septembre : Jean-Luc Lagarce, dramaturge français (° 14 février 1957)
- 22 novembre : Margaret St. Clair, écrivain américaine de science-fiction, morte à 84 ans.